# 曙號列車
「曙」（日语： Akebono */?）是由東日本旅客鐵道（JR東日本）所營運的藍色臥鋪列車，行駛於上野車站與青森車站之間。行經東北本線、高崎線、上越線、信越本線、羽越本線及奥羽本線。
由於東北新幹線的八戶至新青森路段於2010年12月4日通車，原本傳出曙號列車可能像以往行駛於東北本線及常磐線的數列臥鋪列車一樣因新幹線通車而停駛，JR東日本秋田分公司於2010年7月表示：2009年時平均搭乘率尚有6成，東北新幹線延伸到新青森之後並沒有停駛曙號列車的計劃。不過因車廂老舊且搭乘率下降，2014年3月15日起，此列車不再每日行駛，而只在多客期做為加班車行駛。
雖然JR東日本未正式宣佈廢止曙號列車，但此列車使用的青森車輛中心24系客車已於2015年11月全部報廢，且秋田車輛中心的583系電聯車也在2017年4月後不再運用，逐步報廢。在沒有臥鋪車廂可用的情形下，曙號列車已難以再度運行而名存實亡。